# Джеффери, Лилиан
Лилиа́н «Энн» Га́мильтон Дже́ффери (англ. Lilian "Anne" Hamilton Jeffery; 5 января 1915, Уэстклифф-он-Си, Эссекс — 29 сентября 1986, Оксфорд) — британский археолог, филолог-классик и эпиграфист.

## Биография
Родилась в Уэстклифф-он-Си 5 января 1915 года, третья и младшая дочь Томаса Теофилуса Джеффери (Thomas Theophilus Jeffery; ум. 1940) и Лилиан Мэри Гамильтон (Lilian Mary Hamilton). Её мать была из графства Слайго в Ирландии, а отец — лондонец, в 1877—1891 годах преподаватель классической филологии в Питерхаусе и школе Милл-Хилл, после 1891 года — внештатный преподаватель в Лондоне, затем в Челтнеме. Отец помог Энн усвоить классическую филологию и викторианскую литературу.
В 1928 году Энн получила стипендию и начала посещать днём без проживания частную школу-пансион для девочек в Челтнеме. В 1933 году получила стипендию в женском Ньюнэм-колледже. Там она стала ученицей лектора классики Джоселин Тойнби, которая дала ей азы археологии и истории Древнего мира. Энн не понравились жестокие римляне, она пришла к соглашению с Тойнби, которое описывала как: «Мы решили пропустить римлян» и придерживалась этой позиции на протяжении всей жизни.
С греческой эпиграфикой её познакомил Сидни Джордж Кэмпбелл (Sidney George Campbell; 1891–1959) из Колледжа Христа. Кэмпбелл посоветовал Энн сосредоточиться на исследовании греческой эпиграфики, особенно на стиле письма бустрофедон, в развитие диссертации 1939 года Реджинальда Остина (Reginald P. Austin; ум. 1943) в Оксфордском университете о стиле стойхедон.
В ноябре 1937 года Энн отправилась в Британскую школу в Афинах по студенческой стипендии Уолстона и стипендии Мэри Юарт на путешествия. Энн оставалась преданной Школе на протяжении всей жизни. В первый год Энн попробовала себя в раскопках под руководством Эдит Экклз на Хиосе. Энн получила стипендию научного сотрудника имени Дженнера от Ньюнэм-колледжа и стипендию Школы.
В январе 1939 года вернулась в Афины для изучения работ афинских скульпторов Крития и Несиота, которые представляли собой взаимосвязанные проблемы исследований скульптуры и эпиграфики в переходный период от архаического к классическому стилю. Проблемы такого рода были областью исследований антиковеда славянского происхождения Антона Эриха Раубичека из Австрийского археологического института в Афинах. Раубичек уже сделал ряд крупных открытий, собрав воедино фрагменты эпиграфики и скульптуры с афинского Акрополя. В 1938 году после аншлюса Раубичек принял предложение Института перспективных исследований в Принстоне и эмигрировал  от нацистов в США. Раубичек не успел завершить исследования, необходимые для публикации, и перед отъездом в США обсудил это дело с Энн. Во время пребывания в Афинах Энн продолжила исследования эпиграфики архаического периода, заполнила пробелы в материалах Раубичека. Каталог эпиграфики  опубликован под названием Dedications from the Athenian Akropolis: A Catalogue of The Inscriptions of The Sixth and Fifth Centuries B. C. в 1949 году. Раубичек поставил имя Джеффери на титульном листе.
Начало Второй мировой войны застало её в Кембридже. Здесь она получила первый опыт преподавания в качестве ассистента лектора в женском Бедфорд-колледже, эвакуированном из Лондона.
В 1940 году записалась сестрой милосердия Отдела добровольной помощи (VAD), организованного под эгидой британского Красного Креста, в военный госпиталь в Челтнеме.
В апреле 1941 года записалась в Женские вспомогательные военно-воздушные силы (WAAF), в ноябре была призвана на службу. Прошла курсы подготовки новобранца и офицера-кадета Королевских военно-воздушные сил (RAF) в Моркаме, затем служила в центре дешифрирования аэроснимков в Медменхэме, где работало много учёных из Оксфорда и Кэмбриджа.
В январе 1946 года была демобилизована в звании вспомогательного офицера (section officer — эквивалент офицера-лётчика).
У Энн оставалась стипендия научного сотрудника Ньюнэм-колледжа, но она решила перейти из Кэмбриджа в Оксфорд, потому что Оксфордский университет лучше подходил для исследований греческой эпиграфики. С переездом помогла Дороти Гаррод, член Ньюнэм-колледжа, которая во время войны наладила связи с женским колледжем Леди-Маргарет-холл Оксфордского университета. После войны главой Леди-Маргарет-холла была Люси Сазерленд, там сохранялось уважение к «полностью бесполезной учёности». Осенью 1946 года Энн отправилась в Леди-Маргарет-холл, где оставалась до и после выхода на пенсию.
Энн получила стипендию научного сотрудника и была зачислена в докторантуру.
В 1949 году Энн присоединилась к раскопкам Британской школы в Байраклы (древней Смирны).
В 1951 году Энн подготовила диссертацию The local scripts of archaic Greece. Её рецензентами были Годфри Роллез Драйвер и Томас Данбабин. Драйвер сообщил: «Эта диссертация, думаю, лучшее, что я видел, и должна быть опубликована; ничего подобного, насколько мне известно, не было сделано», а Данбабин сообщил: «Говоря, что эта работа пригодна для публикации, я имею в виду не в формальном смысле, а в убеждении, что она должна быть опубликована и будет полезна исследователям греческой истории, археологии и эпиграфики в течение долгого времени в будущем». В диссертации первоначальный замысел исследования стиля письма бустрофедон был расширен до систематического обзора всей греческой эпиграфики и их шрифтов за период до конца V века до н. э. Основные различия в местной эпиграфике были выявлены Адольфом Кирхгофом ещё в 1863 году. В 1961 году опубликовала книгу The local scripts of archaic Greece: a study of the origin of the greek alphabet and its development from the eighth to the fifth centuries B.C., которая остаётся единственной современной работой, которая подробно исследует эпиграфику Греции до 403 года до н. э. Основное отличие книги от диссертации в расширении каталожного материала. Среди тех, кто оказал на неё влияние, Энн в 1961 году назвала учёных Оксфордского университета Маркуса Нибура Тода, Джона Бизли, Теодора Уэйд-Гири, Расселл Мейггз и Данбабин. Рис Карпентер в 1933 году датировал момент заимствования письменности греками примерно 720 годом до н. э. Энн пришла к дате заимствования немного выше, чем у Карпентера, — около 750 года до н. э. В книге Энн называет местом заимствования письменности греками Аль-Мину в устье реки Оронт.
Закончив диссертацию, она отправилась в Институт перспективных исследований в Принстоне, где её кабинет находился в наспех расчищенном подвальном помещении.  Она нашла время, чтобы посещать знаменитые занятия Гарольда Чернисса по Пиндару.
После окончания стипендии научного сотрудника в 1952 году она, чтобы сохранить связь с колледжем, назначена внештатным преподавателем истории Древнего мира. Однако она была признана некомпетентной в преподавании истории Древнего мира. Преподавала греческую скульптуру, и, чтобы набрать минимальные четыре часа в неделю преподавания, которые от неё требовались, также время от времени преподавала классическую филологию студентам первого курса, изучавшим английский язык или историю. В 1953 году была избрана членом колледжа, в 1959 году перешла на полную ставку преподавателя классической археологии. В 1955—1961 годах была редактором Annual of the British School at Athens.
После завершения диссертации занялась исследованиями эпиграфики надгробных памятников архаического времени на некрополях Аттики, в продолжение работы с Раубичеком. Автором предыдущей работы по этой теме была археолог и искусствовед Гизела Рихтер. В 1954 году Энн собирала материал в Греции. В 1962 году Энн опубликовала статью The Inscribed Gravestones of Attica.
Гюнтер Клаффенбах из Германской академии наук в Берлине, редактор Inscriptiones Graecae поручил Дэвиду Малкольму Льюису редактуру нового издания первого тома (IG I), содержащего аттические надписи до 403 года до н. э. Льюис взял соавтором Джеффери. В 1967—1968 годах работа Джеффери финансировалась грантом «Треста Леверхалма». Работе также помогло приглашение лектором в женский колледж Брин-Мар. Джеффери закончила черновик к 1973 году. Том был опубликован в 1981—1998 годах.
В 1976 году опубликовала книгу Archaic Greece: The City-States c.700–500 B.C.